# Queijo coalho
O queijo coalho ou queijo de coalho é um tipo de queijo, produzido por fermentação e coagulação, tradicionalmente fabricado e amplamente consumido na região Nordeste do Brasil.

## História
De acordo com o historiador e escritor Luís Câmara Cascudo, a fabricação de queijo no Nordeste do Brasil data da instalação das primeiras fazendas nos sertões nordestinos, mas as referências a estes produtos datam da segunda metade do século XVIII.Estima-se que o queijo coalho reconhecido como tal seja produzido há mais de 150 anos, tendo sua origem relacionada ao matulão, bolsa feita do estômago de animais em que os viajantes acondicionavam o leite. Como as jornadas eram longas, o leite coagulava e originava uma massa que, por sua vez, deu origem ao queijo de coalho.

## Características
O queijo de coalho é um queijo de média a alta umidade, de massa semi-cozida ou cozida e apresentando um teor de gordura nos sólidos totais variável entre 35,0% e 60,0%. Uma de suas características é a resistência ao calor, o que faz com que este possa ser assado e tostado. Consiste de um queijo de massa branca, pouco salgado e levemente ácido, casca quase uniforme com a massa interna, dependendo do tempo de maturação.

## Processo de fabricação
Resumidamente, é adicionado, para a coagulação do leite, o "coalho" ou renina, enzima digestiva proteolítica de mamíferos lactantes. O "coalho" (renina) atua na estrutura do leite, proporcionando a precipitação de um gel (coalhada) que retém a gordura. A coalhada é, então, cortada, coada e previamente prensada. Em seguida, é adicionado sal na massa, que, ultimamente, é prensada em processos tradicionais à mão com ajuda da própria forma onde é deixada para maturação.
Basicamente, sua produção conta com as seguintes etapas: recepção do leite pela unidade produtora, pasteurização, adição de fermento (coalho), coagulação, corte da coalhada, mexedura, cozimento da massa, salga, enformagem, prensa e viragem, maturação, embalagem e armazenamento.
Os estados do Ceará, Paraíba e Pernambuco são os maiores produtores.

## Culinária
O queijo de coalho, além de consumido puro, é consumido fatiado em forma de petiscos, em espetinhos e utilizados em inúmeros pratos tradicionais no Nordeste do Brasil, como no Baião de dois.

## Indicação geográfica
Nos últimos anos, vem sendo discutida a melhoria da qualidade, estabelecer uma caracterização do produto, definição da área geográfica e resgate da história no sentido de implementar uma indicação geográfica. Assim, com o selo de indicação geográfica, a produção do queijo de coalho seria exclusiva da região Nordeste e nenhum outro local poderia usar a nomenclatura queijo de coalho para comercialização.